# Aciphylla congesta
Aciphylla congesta är en flockblommig växtart som beskrevs av Thomas Frederic Cheeseman. Aciphylla congesta ingår i släktet Aciphylla och familjen flockblommiga växter. Inga underarter finns listade i Catalogue of Life.

## Bildgalleri

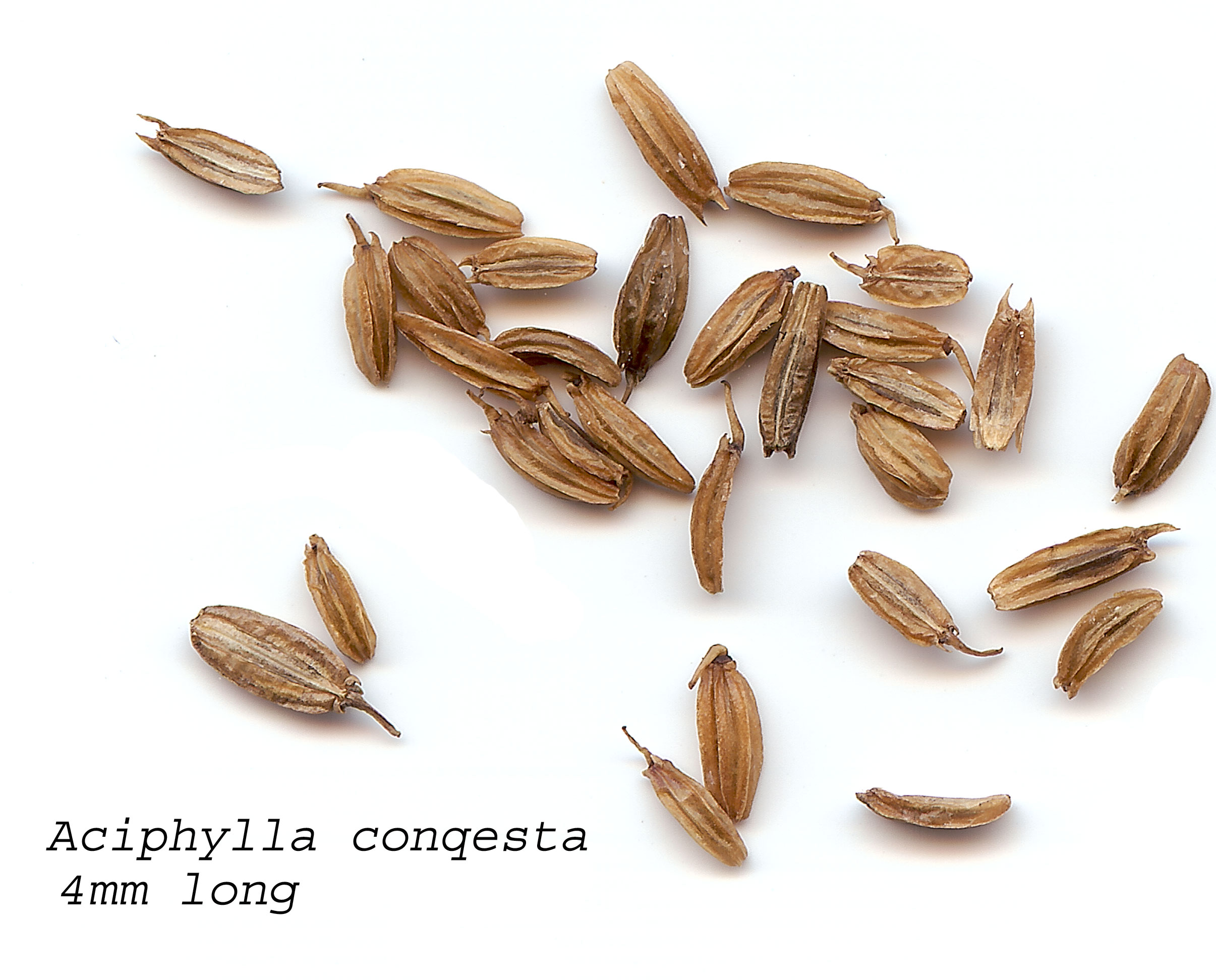